# Bratuž
Bratuž je priimek v Sloveniji, ki ga je po podatkih Statističnega urada Republike Slovenije na dan 1. januarja 2010 uporabljalo 215 oseb in je med vsemi priimki po pogostosti uporabe uvrščen na 1.975. mesto.

## Znani nosilci priimka
- Andrej Bratuž (1936—2011), prosvetni delavec, publicist in skladatelj
- Bogdana Bratuž (1934-2021), gledališka igralka
- Boris Bratuž (1950—2008), filatelist, grafik, slikar, športnik
- Damjana Bratuž (1927-2025), pianistka, univerzitetna profesorica in muzikologinja
- Davorina Bevk (r. Martina Bratuž) (1894–1971), učiteljica, publicistka
- Ileana Bratuž Kacjan (*1932), sopranistka
- Ivan Bratuž, policist, veteran vojne za Slovenijo
- Jožko Bratuž (1896—1944), tenorist, kulturni in pedagoški delavec
- Lojze Bratuž (1902—1937),  skladatelj in zborovodja
- Lojzka Bratuž (1934-2019), literarna zgodovinarka,jezikoslovka in univerzitetna profesorica, prosvetna delavka
- Oton Bratuž, državni svetnik
- Rudi (Rudolf) Bratuž (1896—1982), goriški kavarnar, narodni delavec (od 1968 v Kanadi)
- Tatjana Šporar Bratuž (1946—2022), pianistka, klavirska pedagoginja
- Vladimira Bratuž - "Laka" (1923—2006), arhitektka in kiparka